# Sikörgrundet
Sikörgrundet, ondiepte bij Sikören, is een van de eilanden van de Lule-archipel. Het eiland ligt ten zuiden van Sikören en ten noorden van Långön. Het heeft geen oeververbinding, maar er staan wel een paar kleine vakantiehuisjes.
De Lule-archipel ligt in het noorden van de Botnische Golf en hoort bij Zweden.